# بيتر فيرنر (مجدف)
بيتر فيرنر (بالألمانية: Peter Werner)‏ هو مجدف ألماني، ولد في 10 فبراير 1950.

## وصلات خارجية
- بيتر فيرنر على موقع الاتحاد الدولي للتجديف (الإنجليزية)